# Ignacio de Baro y Guzmán
Ignacio de Baro y Guzmán (n. Cabreros del Río, 26 de agosto de 1709-fallecimiento desconocido), Señor de Candanedo, fue un político español.
Hijo de Don Pedro de Baro y de Isabel de Guzmán y nieto de Franciso y bisnieto de Juan. Fue el último del linaje en probar su hidalguía, en 1764. Noble apellido originado en lo que hoy es un despoblado situado en el fondo de un vallejo de Sierra Salvada, Valle de Losa, Comarca de Merindades, Villarcayo, Burgos. El pueblo de Baro (Losa) fue fundado en el siglo noveno por el obispo Juan y el abad Paulo alrededor de un monasterio dúplice de la Orden de los Hospitalarios que pasó a pertenecer al Monasterio de Santa María la Imperial de Obarenes en 1260. 
Los Baro se desplazaron en algún momento de Burgos a León, instalándose primero en el Valle de Boñar (en Palazuelo de Boñar y Candanedo de Boñar) y luego en Cabreros del Río. Todavía hoy viven descendientes en el pueblo; otros se han instalado en distintos países de América.
Además de Ignacio de Baro y Guzmán que probó su hidalgía en 1764, otros nobles del mismo linaje que también lo hicieron, fueron:
- Juan de Baro, de Cuzcurrita de Río Tirón, Logroño, en 1540.
- Diego de Baro y Juan de Baro, de Lastras de Teza, Burgos, en 1547.
- Miguel de Baro, nacido en Villacián, Burgos, el 16/04/1730, hijo de Miguel Baro de Baro y María Teodora Robledo de Ángulo, en 1774.
- Lorenzo Hipólito de Baro, nacido en Hermosilla, Burgos, el 16/08/1749, hijo de Pedro Baro López y Baltasara Ruiz Pérez, en 1783.
- Valentín de Baro, nacido en Villacián, Burgos, el 12/02/1751, hijo de Pedro de Baro de Sarama y María de la Cámara de Ángulo, en 1776.
- Domingo de Baro, nacido en Devesa de Boñar, el 16/12/1765, hijo de Domingo de Baró (sic) Mendoza (viudo de Petra Sánchez) y de Leonor de Castro del Valle, en 1817.